# Siana (Indien)
Siana ist eine Stadt im indischen Bundesstaat Uttar Pradesh.
Die Stadt ist Teil des Distrikts Bulandshahr. Siana hat den Status eines Nagar Palika Parishad. Die Stadt ist in 25 Wards gegliedert. Sie hatte am Stichtag der Volkszählung 2011 insgesamt 44.415 Einwohner, von denen 23.221 Männer und 21.194 Frauen waren. Hindus bilden mit einem Anteil von über 52 % die größte Gruppe der Bevölkerung in der Stadt gefolgt von Muslimen mit über 46 %. Die Alphabetisierungsrate lag 2011 bei 68,54 %.